# Jordbävningen i Indiska oceanen 2012
Jordbävningen i Indiska oceanen den 11 april 2012 skedde i den indoaustraliska kontinentalplattans deformationszon väster om Sumatra. Huvudskalvet på 8,6 Mw var den kraftigaste jordbävning med horisontell rörelse, "strike-slip"-jordbävning, som någonsin registrerats och en av de kraftigaste inom en kontinentalplatta. Man har identifierat rörelser längs fyra förkastningslinjer under skalvet. Ett par timmar senare kom det kraftigaste av efterskalven, på 8,2 Mw.
De huvudsakligen horisontella rörelserna gjorde att påverkan på vattennivån var begränsad. Det gick ut en tsunami-varning, men den högsta uppmätta vattennivåhöjningen blev bara cirka en meter, utanför Meulaboh.
| ↑ epicentrum Jordbävningen skedde i ett område under Indiska oceanen där den indoaustraliska kontinentalplattan håller på att brytas isär. |